# Stacey Augmon
Stacey Orlando Augmon (Pasadena, California; 1 de agosto de 1968) es un exjugador y entrenador de baloncesto estadounidense que jugó durante 15 temporadas en la NBA. Se ganó el sobrenombre de "Plastic Man" por sus largos brazos. Con 2,03 metros de altura, jugaba en la posición de alero. Desde 2019 es entrenador asistente de los Sacramento Kings.

## Trayectoria deportiva

### Universidad
Tras su carrera colegial de cuatro años con los Rebels de la Universidad de Nevada Las Vegas, en las que promedió 13,9 puntos y 6,9 rebotes por encuentro se declaró elegible para el Draft de la NBA.

#### Estadísticas
| Año     | Equipo | PJ  | PT | MPP  | %TC  | %3P   | %TL  | RPP | APP | ROB | TPP | PPP  |
| ------- | ------ | --- | -- | ---- | ---- | ----- | ---- | --- | --- | --- | --- | ---- |
| 1987–88 | UNLV   | 34  | -  | 26.0 | .574 | 1.000 | .647 | 6.1 | 1.9 | 2.0 | .7  | 9.1  |
| 1988–89 | UNLV   | 37  | 36 | 29.5 | .519 | .418  | .663 | 7.4 | 2.7 | 1.6 | .7  | 15.3 |
| 1989–90 | UNLV   | 39  | -  | 31.9 | .553 | .320  | .670 | 6.9 | 3.7 | 1.8 | 1.3 | 14.2 |
| 1990–91 | UNLV   | 35  | -  | 30.3 | .587 | .469  | .727 | 7.3 | 3.6 | 2.2 | .8  | 16.5 |
| Total   | Total  | 145 | 36 | 29.5 | .555 | .420  | .677 | 6.9 | 3.0 | 1.9 | 0.9 | 13.9 |

### Profesional
Fue elegido en la novena posición Draft de la NBA de 1991 por los Atlanta Hawks. 
El 23 de marzo de 1992, anotó el punto 6,000,000 en la historia de la NBA en el segundo cuarto en el partido contra los Golden State Warriors.
Tras cinco temporadas en Atlanta, luego jugó para los  Detroit Pistons, los Portland Trail Blazers y los Charlotte/New Orleans Hornets, así como para los Orlando Magic.
El 3 de octubre de 2007 firmó por los Denver Nuggets, pero fue cortado antes de comenzar la temporada.
Se retiró tras quince temporadas y 1001 encuentros en la NBA, en los que promedió 8 puntos por partido.

### Entrenador
En noviembre de 2007 se unió a los Nuggets como asistente técnico para el desarrollo de jugadores.
En mayo de 2011, dejó Denver para unirse como asistente a los Rebels de la UNLV.
En septiembre de 2016, fue nombrado asistente técnico de los Milwaukee Bucks.
En la 2018-19 estuvo en Corea como asistente de los Jeonju KCC Egis, llegando a ejercer como entrenador principal.
En julio de 2019 se une al cuerpo técnico de los Sacramento Kings como asistente.

## Estadísticas de su carrera en la NBA

### Temporada regular
| Año     | Equipo      | PJ   | PT  | MPP  | %TC  | %3P  | %TL  | RPP | APP | ROB | TPP | PPP  |
| ------- | ----------- | ---- | --- | ---- | ---- | ---- | ---- | --- | --- | --- | --- | ---- |
| 1991–92 | Atlanta     | 82   | 82  | 30.5 | .489 | .167 | .666 | 5.1 | 2.5 | 1.5 | .3  | 13.3 |
| 1992–93 | Atlanta     | 73   | 66  | 28.9 | .501 | .000 | .739 | 3.9 | 2.3 | 1.2 | .2  | 14.0 |
| 1993–94 | Atlanta     | 82   | 82  | 31.8 | .510 | .143 | .764 | 4.8 | 2.3 | 1.8 | .6  | 14.8 |
| 1994–95 | Atlanta     | 76   | 76  | 31.1 | .453 | .269 | .728 | 4.8 | 2.6 | 1.3 | .6  | 13.9 |
| 1995–96 | Atlanta     | 77   | 49  | 29.8 | .491 | .250 | .792 | 3.9 | 1.8 | 1.4 | .4  | 12.7 |
| 1996–97 | Detroit     | 20   | 3   | 14.6 | .403 | -    | .683 | 2.5 | .8  | .5  | .5  | 4.5  |
| 1996–97 | Portland    | 40   | 7   | 16.3 | .517 | -    | .732 | 2.2 | 1.0 | .8  | .2  | 4.7  |
| 1997–98 | Portland    | 71   | 23  | 20.4 | .414 | .143 | .603 | 3.3 | 1.2 | .8  | .4  | 5.7  |
| 1998–99 | Portland    | 48   | 21  | 18.2 | .448 | .000 | .684 | 2.6 | 1.2 | 1.2 | .4  | 4.3  |
| 1999–00 | Portland    | 59   | 0   | 11.7 | .474 | .000 | .673 | 2.0 | .9  | .5  | .2  | 3.4  |
| 2000–01 | Portland    | 66   | 23  | 17.9 | .477 | .000 | .655 | 2.4 | 1.5 | .7  | .3  | 4.7  |
| 2001–02 | Charlotte   | 77   | 3   | 17.1 | .427 | .000 | .762 | 2.9 | 1.3 | .7  | .2  | 4.6  |
| 2002–03 | New Orleans | 70   | 3   | 12.3 | .411 | .000 | .750 | 1.7 | 1.0 | .4  | .1  | 3.0  |
| 2003–04 | New Orleans | 69   | 24  | 20.5 | .412 | .143 | .791 | 2.5 | 1.2 | .8  | .2  | 5.8  |
| 2004–05 | Orlando     | 55   | 7   | 12.1 | .407 | -    | .740 | 1.8 | .7  | .4  | .2  | 3.5  |
| 2005–06 | Orlando     | 36   | 3   | 10.7 | .342 | -    | .700 | 1.5 | .6  | .3  | .2  | 2.0  |
| Total   | Total       | 1001 | 472 | 21.6 | .469 | .152 | .728 | 3.2 | 1.6 | 1.0 | .3  | 8.0  |

### Playoffs
| Año   | Equipo      | PJ | PT | MPP  | %TC  | %3P  | %TL   | RPP | APP | ROB | TPP | PPP  |
| ----- | ----------- | -- | -- | ---- | ---- | ---- | ----- | --- | --- | --- | --- | ---- |
| 1993  | Atlanta     | 3  | 3  | 31.0 | .452 | -    | .667  | 2.7 | 1.7 | 1.3 | .0  | 12.0 |
| 1994  | Atlanta     | 11 | 11 | 29.5 | .517 | -    | .711  | 2.6 | 2.5 | .6  | .2  | 10.8 |
| 1995  | Atlanta     | 3  | 1  | 17.3 | .429 | -    | .750  | 2.3 | 1.7 | 1.0 | .0  | 7.0  |
| 1996  | Atlanta     | 10 | 10 | 31.4 | .486 | .000 | .825  | 3.6 | 2.7 | 1.1 | .6  | 10.3 |
| 1998  | Portland    | 4  | 0  | 7.0  | .500 | -    | .500  | .8  | .3  | .5  | .2  | 1.3  |
| 1999  | Portland    | 13 | 0  | 13.5 | .357 | .000 | .833  | 2.5 | .4  | .6  | .2  | 2.7  |
| 2000  | Portland    | 7  | 0  | 4.9  | .333 | -    | .500  | .3  | .0  | .0  | .0  | 1.3  |
| 2001  | Portland    | 2  | 0  | 14.0 | .400 | -    | 1.000 | 2.0 | 2.0 | .5  | .0  | 5.0  |
| 2002  | Charlotte   | 9  | 0  | 16.9 | .390 | -    | .762  | 3.0 | 1.4 | 1.1 | .1  | 5.3  |
| 2003  | New Orleans | 4  | 0  | 17.3 | .333 | -    | .875  | 2.5 | .8  | .8  | .0  | 4.3  |
| 2004  | New Orleans | 7  | 0  | 24.0 | .375 | .000 | .889  | 2.7 | 1.0 | .9  | .1  | 7.4  |
| Total | Total       | 77 | 25 | 19.1 | .438 | .000 | .780  | 2.3 | 1.3 | .7  | .2  | 6.0  |